# Giro d'Italia 2003
Il Giro d'Italia 2003, ottantaseiesima edizione della "Corsa Rosa", si svolse in 21 tappe dal 10 maggio al 1º giugno 2003, per un percorso totale di 3 489,5 km. Fu vinto dall'italiano Gilberto Simoni.
Venne trasmesso in tv su Raitre e in radio da Rai Radio 1.

## Tappe
| Tappa  | Data      | Percorso                             | km      | Vincitore di tappa  | Leader cl. generale |
| ------ | --------- | ------------------------------------ | ------- | ------------------- | ------------------- |
| 1ª     | 10 maggio | Lecce > Lecce                        | 201     | Alessandro Petacchi | Alessandro Petacchi |
| 2ª     | 11 maggio | Copertino > Matera                   | 177     | Fabio Baldato       | Alessandro Petacchi |
| 3ª     | 12 maggio | Policoro > Terme Luigiane            | 140     | Stefano Garzelli    | Alessandro Petacchi |
| 4ª     | 13 maggio | Acquappesa Marina > Vibo Valentia    | 170     | Robbie McEwen       | Alessandro Petacchi |
| 5ª     | 14 maggio | Messina > Catania                    | 176     | Alessandro Petacchi | Alessandro Petacchi |
|        | 15 maggio | giorno di riposo                     |         |                     |                     |
| 6ª     | 16 maggio | Maddaloni > Avezzano                 | 222     | Alessandro Petacchi | Alessandro Petacchi |
| 7ª     | 17 maggio | Avezzano > Monte Terminillo          | 146     | Stefano Garzelli    | Stefano Garzelli    |
| 8ª     | 18 maggio | Rieti > Arezzo                       | 217     | Mario Cipollini     | Stefano Garzelli    |
| 9ª     | 19 maggio | Arezzo > Montecatini Terme           | 160     | Mario Cipollini     | Stefano Garzelli    |
| 10ª    | 20 maggio | Montecatini Terme > Faenza           | 211     | Kurt Asle Arvesen   | Gilberto Simoni     |
| 11ª    | 21 maggio | Faenza > San Donà di Piave           | 222     | Robbie McEwen       | Gilberto Simoni     |
| 12ª    | 22 maggio | San Donà di Piave > Monte Zoncolan   | 185     | Gilberto Simoni     | Gilberto Simoni     |
| 13ª    | 23 maggio | Pordenone > Marostica                | 155     | Alessandro Petacchi | Gilberto Simoni     |
| 14ª    | 24 maggio | Marostica > Alpe di Pampeago         | 162     | Gilberto Simoni     | Gilberto Simoni     |
| 15ª    | 25 maggio | Merano > Bolzano (cron. individuale) | 42,5    | Aitor González      | Gilberto Simoni     |
| 16ª    | 26 maggio | Arco > Pavia                         | 207     | Alessandro Petacchi | Gilberto Simoni     |
|        | 27 maggio | giorno di riposo                     |         |                     |                     |
| 17ª    | 28 maggio | Salice Terme > Asti                  | 117     | Alessandro Petacchi | Gilberto Simoni     |
| 18ª    | 29 maggio | Santuario di Vicoforte > Chianale    | 174     | Dario Frigo         | Gilberto Simoni     |
| 19ª    | 30 maggio | Canelli > Cascata del Toce           | 239     | Gilberto Simoni     | Gilberto Simoni     |
| 20ª    | 31 maggio | Cannobio > Cantù                     | 133     | Giovanni Lombardi   | Gilberto Simoni     |
| 21ª    | 1º giugno | Milano > Milano (cron. individuale)  | 33      | Serhij Hončar       | Gilberto Simoni     |
| Totale | Totale    | Totale                               | 3 489,5 |                     |                     |

## Squadre e corridori partecipanti
| N.    | Cod. | Squadra                  |
| ----- | ---- | ------------------------ |
| 1-9   | ALS  | Alessio                  |
| 11-19 | CCC  | CCC-Polsat               |
| 21-29 | PAN  | Ceramiche Panaria-Fiordo |
| 31-39 | CLM  | Colombia-Selle Italia    |
| 41-49 | DNC  | De Nardi-Colpack         |
| 51-59 | DVE  | Domina Vacanze-Elitron   |
| 61-69 | FAS  | Fassa Bortolo            |
| 71-79 | FDJ  | fdjeux.com               |
| 81-89 | FPF  | Formaggi Pinzolo Fiavé   |
| 91-99 | GST  | Gerolsteiner             |

| N.      | Cod. | Squadra                  |
| ------- | ---- | ------------------------ |
| 101-109 | KEL  | Kelme-Costa Blanca       |
| 111-119 | LAM  | Lampre                   |
| 121-129 | LAN  | Landbouwkrediet-Colnago  |
| 131-139 | LOT  | Lotto-Domo               |
| 141-149 | MER  | Mercatone Uno-Scanavino  |
| 151-159 | SAE  | Saeco Macchine per Caffè |
| 161-169 | FAK  | Team Fakta               |
| 171-179 | TEN  | Tenax                    |
| 181-189 | VIN  | Vini Caldirola-So.Di.    |

## Resoconto degli eventi
Dopo il primo arrivo in salita il Giro sembrò incanalarsi verso una lotta serrata fra Garzelli e Simoni. Quest'ultimo però strappò la maglia rosa al rivale nella tappa appenninica con arrivo a Faenza, e da lì controllò agevolmente la gara, aggiudicandosi anche tre tappe. Petacchi si aggiudicò sei tappe, le prime per lui al Giro, eguagliando il Cipollini del 2002. Ultimo Giro per Marco Pantani, che dopo due stagioni buie riuscì a fare una buona corsa classificandosi quattordicesimo, dopo essere rimasto a lungo nelle prime posizioni.
La gara si aprì con le tappe per i velocisti: Alessandro Petacchi vinse a Lecce, Catania e Avezzano tenendo la maglia rosa per sei giorni, poi il simbolo del primato passò a Stefano Garzelli, primo sul Terminillo davanti a Gilberto Simoni. Si tornò in pianura e questa volta il re delle volate fu, come nel 2002, Mario Cipollini, che con i due successi di Arezzo e Montecatini Terme (18 e 19 maggio) eguagliò e superò il record assoluto di 41 tappe vinte al Giro, primato detenuto da Alfredo Binda.
Il giorno dopo a Faenza la tappa andò al norvegese Kurt Asle Arvesen; Simoni attaccò però a sorpresa sul Monte Casale, staccò Garzelli e lo superò nella generale prendendogli la maglia rosa. Poi, sulle Alpi, consolidò il primato vincendo le tappe dello Zoncolan (monte inedito al Giro, affrontato dal versante di Sutrio) e dell'Alpe di Pampeago, guadagnando in entrambe lo occasioni una quarantina di secondi sul rivale. Intanto Petacchi vinse sui traguardi di Marostica, Pavia e Asti e aggiunse altre tre tappe al bottino del Giro 2003 (alla fine saranno sei i suoi trionfi).
Si tornò sulle Alpi, in Piemonte. La tappa di Chianale, sotto la pioggia, risultò decisiva: sulla discesa del Sampeyre Marco Pantani, in quel momento decimo, e Garzelli caddero, e al traguardo Simoni, secondo dietro a Frigo, riuscì a guadagnare loro 16'01" e 5'10" rispettivamente, ipotecando la corsa (quel giorno 34 atleti conclusero fuori tempo). L'indomani Pantani tentò più volte di andare all'attacco, ma Simoni gli rimase a ruota e anzi andò a batterlo sull'arrivo di Cascata del Toce. Fu quella l'ultima prestazione di livello per Pantani – chiuderà il Giro al quattordicesimo posto – prima della morte, avvenuta nel febbraio 2004. Simoni invece salì sul podio finale con Garzelli e il giovane ucraino Jaroslav Popovyč, terzo.

## Dettagli delle tappe

### 1ª tappa
- 10 maggio: Lecce > Lecce – 201 km

Risultati
| Pos. | Corridore           | Squadra | Tempo    |
| ---- | ------------------- | ------- | -------- |
| 1    | Alessandro Petacchi | Fassa   | 5h16'03" |
| 2    | Mario Cipollini     | Domina  | s.t.     |
| 3    | Angelo Furlan       | Alessio | s.t.     |

| Pos. | Corridore           | Squadra | Tempo    |
| ---- | ------------------- | ------- | -------- |
| 1    | Alessandro Petacchi | Fassa   | 5h15'43" |
| 2    | Mario Cipollini     | Domina  | a 8"     |
| 3    | Angelo Furlan       | Alessio | a 12"    |

### 2ª tappa
- 11 maggio: Copertino > Matera – 177 km

Risultati
| Pos. | Corridore         | Squadra | Tempo    |
| ---- | ----------------- | ------- | -------- |
| 1    | Fabio Baldato     | Alessio | 4h46'57" |
| 2    | Gabriele Colombo  | Domina  | s.t.     |
| 3    | Giuliano Figueras | Fassa   | s.t.     |

| Pos. | Corridore           | Squadra | Tempo     |
| ---- | ------------------- | ------- | --------- |
| 1    | Alessandro Petacchi | Fassa   | 10h02'36" |
| 2    | Fabio Baldato       | Alessio | a 4"      |
| 3    | Gabriele Colombo    | Domina  | a 19"     |

### 3ª tappa
- 12 maggio: Policoro > Terme Luigiane – 140 km

Risultati
| Pos. | Corridore            | Squadra        | Tempo    |
| ---- | -------------------- | -------------- | -------- |
| 1    | Stefano Garzelli     | Vini Caldirola | 3h34'38" |
| 2    | Francesco Casagrande | Lampre         | a 2"     |
| 3    | Alessandro Petacchi  | Fassa          | s.t.     |

| Pos. | Corridore            | Squadra        | Tempo     |
| ---- | -------------------- | -------------- | --------- |
| 1    | Alessandro Petacchi  | Fassa          | 13h37'08" |
| 2    | Stefano Garzelli     | Vini Caldirola | a 17"     |
| 3    | Francesco Casagrande | Lampre         | a 27"     |

### 4ª tappa
- 13 maggio: Acquappesa Marina> Vibo Valentia – 170 km

Risultati
| Pos. | Corridore           | Squadra | Tempo    |
| ---- | ------------------- | ------- | -------- |
| 1    | Robbie McEwen       | Lotto   | 4h00'25" |
| 2    | Alessandro Petacchi | Fassa   | s.t.     |
| 3    | Bernhard Eisel      | Fdjeux  | s.t.     |

| Pos. | Corridore            | Squadra        | Tempo     |
| ---- | -------------------- | -------------- | --------- |
| 1    | Alessandro Petacchi  | Fassa          | 17h37'21" |
| 2    | Stefano Garzelli     | Vini Caldirola | a 29"     |
| 3    | Francesco Casagrande | Lampre         | a 39"     |

### 5ª tappa
- 14 maggio: Messina > Catania – 176 km

Risultati
| Pos. | Corridore           | Squadra | Tempo    |
| ---- | ------------------- | ------- | -------- |
| 1    | Alessandro Petacchi | Fassa   | 4h54'43" |
| 2    | Mario Cipollini     | Domina  | s.t.     |
| 3    | Bernhard Eisel      | Fdjeux  | s.t.     |

| Pos. | Corridore            | Squadra        | Tempo     |
| ---- | -------------------- | -------------- | --------- |
| 1    | Alessandro Petacchi  | Fassa          | 22h31'44" |
| 2    | Stefano Garzelli     | Vini Caldirola | a 49"     |
| 3    | Francesco Casagrande | Lampre         | a 59"     |

### 6ª tappa
- 16 maggio: Maddaloni > Avezzano – 222 km

Risultati
| Pos. | Corridore           | Squadra | Tempo    |
| ---- | ------------------- | ------- | -------- |
| 1    | Alessandro Petacchi | Fassa   | 5h11'52" |
| 2    | Isaac Gálvez        | Kelme   | s.t.     |
| 3    | Ján Svorada         | Lampre  | s.t.     |

| Pos. | Corridore            | Squadra        | Tempo     |
| ---- | -------------------- | -------------- | --------- |
| 1    | Alessandro Petacchi  | Fassa          | 27h43'16" |
| 2    | Stefano Garzelli     | Vini Caldirola | a 1'09"   |
| 3    | Francesco Casagrande | Lampre         | a 1'27"   |

### 7ª tappa
- 17 maggio: Avezzano > Monte Terminillo – 146 km

Risultati
| Pos. | Corridore        | Squadra        | Tempo    |
| ---- | ---------------- | -------------- | -------- |
| 1    | Stefano Garzelli | Vini Caldirola | 3h55'19" |
| 2    | Gilberto Simoni  | Saeco          | s.t.     |
| 3    | Andrea Noè       | Alessio        | a 2"     |

| Pos. | Corridore        | Squadra        | Tempo     |
| ---- | ---------------- | -------------- | --------- |
| 1    | Stefano Garzelli | Vini Caldirola | 31h39'24" |
| 2    | Gilberto Simoni  | Saeco          | a 31"     |
| 3    | Andrea Noè       | Alessio        | a 44"     |

### 8ª tappa
- 18 maggio: Rieti > Arezzo – 214 km

Risultati
| Pos. | Corridore           | Squadra | Tempo    |
| ---- | ------------------- | ------- | -------- |
| 1    | Mario Cipollini     | Domina  | 5h29'46" |
| 2    | Robbie McEwen       | Lotto   | s.t.     |
| 3    | Alessandro Petacchi | Fassa   | s.t.     |

| Pos. | Corridore        | Squadra        | Tempo     |
| ---- | ---------------- | -------------- | --------- |
| 1    | Stefano Garzelli | Vini Caldirola | 37h09'10" |
| 2    | Gilberto Simoni  | Saeco          | a 31"     |
| 3    | Andrea Noè       | Alessio        | a 54"     |

### 9ª tappa
- 19 maggio: Arezzo > Montecatini Terme – 160 km

Risultati
| Pos. | Corridore           | Squadra | Tempo    |
| ---- | ------------------- | ------- | -------- |
| 1    | Mario Cipollini     | Domina  | 3h41'58" |
| 2    | Robbie McEwen       | Lotto   | s.t.     |
| 3    | Alessandro Petacchi | Fassa   | s.t.     |

| Pos. | Corridore        | Squadra        | Tempo     |
| ---- | ---------------- | -------------- | --------- |
| 1    | Stefano Garzelli | Vini Caldirola | 40h51'08" |
| 2    | Gilberto Simoni  | Saeco          | a 31"     |
| 3    | Andrea Noè       | Alessio        | a 54"     |

### 10ª tappa
- 20 maggio: Montecatini Terme > Faenza – 211 km

Risultati
| Pos. | Corridore         | Squadra | Tempo    |
| ---- | ----------------- | ------- | -------- |
| 1    | Kurt Asle Arvesen | Fakta   | 5h34'23" |
| 2    | Paolo Tiralongo   | Panaria | a 1"     |
| 3    | Gilberto Simoni   | Saeco   | s.t.     |

| Pos. | Corridore        | Squadra        | Tempo     |
| ---- | ---------------- | -------------- | --------- |
| 1    | Gilberto Simoni  | Saeco          | 46h25'55" |
| 2    | Stefano Garzelli | Vini Caldirola | a 2"      |
| 3    | Andrea Noè       | Alessio        | a 56"     |

### 11ª tappa
- 21 maggio: Faenza > San Donà di Piave – 222 km

Risultati
| Pos. | Corridore           | Squadra | Tempo    |
| ---- | ------------------- | ------- | -------- |
| 1    | Robbie McEwen       | Lotto   | 5h44'13" |
| 2    | Alessandro Petacchi | Fassa   | s.t.     |
| 3    | Crescenzo D'Amore   | Tenax   | s.t.     |

| Pos. | Corridore        | Squadra        | Tempo     |
| ---- | ---------------- | -------------- | --------- |
| 1    | Gilberto Simoni  | Saeco          | 52h10'08" |
| 2    | Stefano Garzelli | Vini Caldirola | a 2"      |
| 3    | Andrea Noè       | Alessio        | a 56"     |

### 12ª tappa
- 22 maggio: San Donà di Piave > Monte Zoncolan – 185 km

Risultati
| Pos. | Corridore            | Squadra        | Tempo    |
| ---- | -------------------- | -------------- | -------- |
| 1    | Gilberto Simoni      | Saeco          | 5h10'30" |
| 2    | Stefano Garzelli     | Vini Caldirola | a 34"    |
| 3    | Francesco Casagrande | Lampre         | a 39"    |

| Pos. | Corridore        | Squadra        | Tempo     |
| ---- | ---------------- | -------------- | --------- |
| 1    | Gilberto Simoni  | Saeco          | 57h20'18" |
| 2    | Stefano Garzelli | Vini Caldirola | a 44"     |
| 3    | Andrea Noè       | Alessio        | a 2'23"   |

### 13ª tappa
- 23 maggio: Pordenone > Marostica – 155 km

Risultati
| Pos. | Corridore           | Squadra        | Tempo    |
| ---- | ------------------- | -------------- | -------- |
| 1    | Alessandro Petacchi | Fassa          | 3h38'58" |
| 2    | Daniele Bennati     | Domina         | s.t.     |
| 3    | Stefano Garzelli    | Vini Caldirola | s.t.     |

| Pos. | Corridore        | Squadra        | Tempo     |
| ---- | ---------------- | -------------- | --------- |
| 1    | Gilberto Simoni  | Saeco          | 60h59'16" |
| 2    | Stefano Garzelli | Vini Caldirola | a 36"     |
| 3    | Andrea Noè       | Alessio        | a 2'23"   |

### 14ª tappa
- 24 maggio: Marostica > Alpe di Pampeago – 162 km

Risultati
| Pos. | Corridore        | Squadra        | Tempo    |
| ---- | ---------------- | -------------- | -------- |
| 1    | Gilberto Simoni  | Saeco          | 4h46'43" |
| 2    | Stefano Garzelli | Vini Caldirola | a 35"    |
| 3    | Raimondas Rumšas | Lampre         | a 36"    |

| Pos. | Corridore        | Squadra        | Tempo     |
| ---- | ---------------- | -------------- | --------- |
| 1    | Gilberto Simoni  | Saeco          | 65h45'39" |
| 2    | Stefano Garzelli | Vini Caldirola | a 1'19"   |
| 3    | Andrea Noè       | Alessio        | a 3'39"   |

### 15ª tappa
- 25 maggio: Merano > Bolzano – Cronometro individuale – 42,5 km

Risultati
| Pos. | Corridore        | Squadra       | Tempo   |
| ---- | ---------------- | ------------- | ------- |
| 1    | Aitor González   | Fassa Bortolo | 54'33"  |
| 2    | Magnus Bäckstedt | Fakta         | a 51"   |
| 3    | Serhij Hončar    | De Nardi      | a 1'22" |

| Pos. | Corridore        | Squadra         | Tempo     |
| ---- | ---------------- | --------------- | --------- |
| 1    | Gilberto Simoni  | Saeco           | 66h41'52" |
| 2    | Stefano Garzelli | Vini Caldirola  | a 1'58"   |
| 3    | Jaroslav Popovyč | Landbouwkrediet | a 4'05"   |

### 16ª tappa
- 26 maggio: Arco > Pavia – 207 km

Risultati
| Pos. | Corridore           | Squadra | Tempo    |
| ---- | ------------------- | ------- | -------- |
| 1    | Alessandro Petacchi | Fassa   | 4h39'34" |
| 2    | Jimmy Casper        | Fdjeux  | s.t.     |
| 3    | Ján Svorada         | Lampre  | s.t.     |

| Pos. | Corridore        | Squadra         | Tempo     |
| ---- | ---------------- | --------------- | --------- |
| 1    | Gilberto Simoni  | Saeco           | 71h21'26" |
| 2    | Stefano Garzelli | Vini Caldirola  | a 1'58"   |
| 3    | Jaroslav Popovyč | Landbouwkrediet | a 4'05"   |

### 17ª tappa
- 28 maggio: Salice Terme > Asti – 117 km

Risultati
| Pos. | Corridore           | Squadra | Tempo    |
| ---- | ------------------- | ------- | -------- |
| 1    | Alessandro Petacchi | Fassa   | 2h39'47" |
| 2    | Ján Svorada         | Lampre  | s.t.     |
| 3    | Giovanni Lombardi   | Domina  | s.t.     |

| Pos. | Corridore        | Squadra         | Tempo     |
| ---- | ---------------- | --------------- | --------- |
| 1    | Gilberto Simoni  | Saeco           | 74h01'13" |
| 2    | Stefano Garzelli | Vini Caldirola  | a 1'58"   |
| 3    | Jaroslav Popovyč | Landbouwkrediet | a 4'05"   |

### 18ª tappa
- 29 maggio: Santuario di Vicoforte > Chianale – 175 km

Risultati
| Pos. | Corridore       | Squadra       | Tempo    |
| ---- | --------------- | ------------- | -------- |
| 1    | Dario Frigo     | Fassa Bortolo | 5h23'43" |
| 2    | Gilberto Simoni | Saeco         | a 10"    |
| 3    | Georg Totschnig | Gerolsteiner  | a 2'38"  |

| Pos. | Corridore        | Squadra         | Tempo     |
| ---- | ---------------- | --------------- | --------- |
| 1    | Gilberto Simoni  | Saeco           | 79h24'54" |
| 2    | Stefano Garzelli | Vini Caldirola  | a 7'08"   |
| 3    | Jaroslav Popovyč | Landbouwkrediet | a 7'19"   |

### 19ª tappa
- 30 maggio: Canelli > Cascata del Toce – 239 km

Risultati
| Pos. | Corridore       | Squadra        | Tempo    |
| ---- | --------------- | -------------- | -------- |
| 1    | Gilberto Simoni | Saeco          | 6h20'05" |
| 2    | Dario Frigo     | Fassa          | a 3"     |
| 3    | Eddy Mazzoleni  | Vini Caldirola | s.t.     |

| Pos. | Corridore        | Squadra         | Tempo     |
| ---- | ---------------- | --------------- | --------- |
| 1    | Gilberto Simoni  | Saeco           | 85h44'39" |
| 2    | Stefano Garzelli | Vini Caldirola  | a 8'04"   |
| 3    | Jaroslav Popovyč | Landbouwkrediet | a 8'06"   |

### 20ª tappa
- 31 maggio: Cannobio > Cantù – 133 km

Risultati
| Pos. | Corridore         | Squadra        | Tempo    |
| ---- | ----------------- | -------------- | -------- |
| 1    | Giovanni Lombardi | Domina         | 3h05'30" |
| 2    | Eddy Mazzoleni    | Vini Caldirola | s.t.     |
| 3    | Giuliano Figueras | Panaria        | s.t.     |

| Pos. | Corridore        | Squadra         | Tempo     |
| ---- | ---------------- | --------------- | --------- |
| 1    | Gilberto Simoni  | Saeco           | 88h51'51" |
| 2    | Stefano Garzelli | Vini Caldirola  | a 8'04"   |
| 3    | Jaroslav Popovyč | Landbouwkrediet | a 8'06"   |

### 21ª tappa
- 1º giugno: Milano > Milano – Cronometro individuale – 33 km

Risultati
| Pos. | Corridore        | Squadra  | Tempo  |
| ---- | ---------------- | -------- | ------ |
| 1    | Serhij Hončar    | De Nardi | 38'04" |
| 2    | Marzio Bruseghin | Fassa    | a 19"  |
| 3    | Aitor González   | Fassa    | a 20"  |

| Pos. | Corridore        | Squadra         | Tempo     |
| ---- | ---------------- | --------------- | --------- |
| 1    | Gilberto Simoni  | Saeco           | 89h32'09" |
| 2    | Stefano Garzelli | Vini Caldirola  | a 7'06"   |
| 3    | Jaroslav Popovyč | Landbouwkrediet | a 7'11"   |

## Evoluzione delle classifiche
| Tappa              | Vincitore           | Classifica generale Maglia rosa | Classifica a punti Maglia ciclamino | Classifica scalatori Maglia verde | Classifica intergiro Maglia azzurra | Trofeo Fast Team         |
| ------------------ | ------------------- | ------------------------------- | ----------------------------------- | --------------------------------- | ----------------------------------- | ------------------------ |
| 1ª                 | Alessandro Petacchi | Alessandro Petacchi             | Alessandro Petacchi                 | non assegnata                     | Andris Naudužs                      | De Nardi-Colpack         |
| 2ª                 | Fabio Baldato       | Alessandro Petacchi             | Alessandro Petacchi                 | Freddy González                   | Mario Cipollini                     | Alessio                  |
| 3ª                 | Stefano Garzelli    | Alessandro Petacchi             | Alessandro Petacchi                 | Freddy González                   | Andris Naudužs                      | Alessio                  |
| 4ª                 | Robbie McEwen       | Alessandro Petacchi             | Alessandro Petacchi                 | Freddy González                   | Andris Naudužs                      | Alessio                  |
| 5ª                 | Alessandro Petacchi | Alessandro Petacchi             | Alessandro Petacchi                 | Freddy González                   | Moreno Di Biase                     | Alessio                  |
| 6ª                 | Alessandro Petacchi | Alessandro Petacchi             | Alessandro Petacchi                 | Freddy González                   | Moreno Di Biase                     | Alessio                  |
| 7ª                 | Stefano Garzelli    | Stefano Garzelli                | Alessandro Petacchi                 | Freddy González                   | Moreno Di Biase                     | Saeco Macchine per Caffè |
| 8ª                 | Mario Cipollini     | Stefano Garzelli                | Alessandro Petacchi                 | Freddy González                   | Moreno Di Biase                     | Saeco Macchine per Caffè |
| 9ª                 | Mario Cipollini     | Stefano Garzelli                | Alessandro Petacchi                 | Freddy González                   | Moreno Di Biase                     | Saeco Macchine per Caffè |
| 10ª                | Kurt Asle Arvesen   | Gilberto Simoni                 | Alessandro Petacchi                 | Freddy González                   | Moreno Di Biase                     | Saeco Macchine per Caffè |
| 11ª                | Robbie McEwen       | Gilberto Simoni                 | Alessandro Petacchi                 | Freddy González                   | Moreno Di Biase                     | Saeco Macchine per Caffè |
| 12ª                | Gilberto Simoni     | Gilberto Simoni                 | Alessandro Petacchi                 | Freddy González                   | Moreno Di Biase                     | Lampre                   |
| 13ª                | Alessandro Petacchi | Gilberto Simoni                 | Alessandro Petacchi                 | Freddy González                   | Moreno Di Biase                     | Lampre                   |
| 14ª                | Gilberto Simoni     | Gilberto Simoni                 | Alessandro Petacchi                 | Freddy González                   | Moreno Di Biase                     | Lampre                   |
| 15ª                | Aitor González      | Gilberto Simoni                 | Alessandro Petacchi                 | Freddy González                   | Magnus Bäckstedt                    | Lampre                   |
| 16ª                | Alessandro Petacchi | Gilberto Simoni                 | Alessandro Petacchi                 | Freddy González                   | Magnus Bäckstedt                    | Lampre                   |
| 17ª                | Alessandro Petacchi | Gilberto Simoni                 | Alessandro Petacchi                 | Freddy González                   | Magnus Bäckstedt                    | Lampre                   |
| 18ª                | Dario Frigo         | Gilberto Simoni                 | Stefano Garzelli                    | Freddy González                   | Magnus Bäckstedt                    | Saeco Macchine per Caffè |
| 19ª                | Gilberto Simoni     | Gilberto Simoni                 | Gilberto Simoni                     | Freddy González                   | Magnus Bäckstedt                    | Saeco Macchine per Caffè |
| 20ª                | Giovanni Lombardi   | Gilberto Simoni                 | Gilberto Simoni                     | Freddy González                   | Magnus Bäckstedt                    | Saeco Macchine per Caffè |
| 21ª                | Serhij Hončar       | Gilberto Simoni                 | Gilberto Simoni                     | Freddy González                   | Magnus Bäckstedt                    | Lampre                   |
| Classifiche finali | Classifiche finali  | Gilberto Simoni                 | Gilberto Simoni                     | Freddy González                   | Magnus Bäckstedt                    | Lampre                   |

## Classifiche della corsa

### Classifica generale - Maglia rosa
| Pos. | Corridore         | Squadra         | Tempo     |
| ---- | ----------------- | --------------- | --------- |
| 1    | Gilberto Simoni   | Saeco           | 89h32'09" |
| 2    | Stefano Garzelli  | Vini Caldirola  | a 7'06"   |
| 3    | Jaroslav Popovyč  | Landbouwkrediet | a 7'11"   |
| 4    | Andrea Noè        | Alessio         | a 9'24"   |
| 5    | Georg Totschnig   | Gerolsteiner    | a 9'42"   |
| 6    | Raimondas Rumšas  | Lampre          | a 9'50"   |
| 7    | Dario Frigo       | Fassa Bortolo   | a 10'50"  |
| 8    | Serhij Hončar     | De Nardi        | a 14'14"  |
| 9    | Franco Pellizotti | Alessio         | a 14'26"  |
| 10   | Eddy Mazzoleni    | Vini Caldirola  | a 19'21"  |

### Classifica a punti - Maglia ciclamino
| Pos. | Corridore        | Squadra        | Punti |
| ---- | ---------------- | -------------- | ----- |
| 1    | Gilberto Simoni  | Saeco          | 154   |
| 2    | Stefano Garzelli | Vini Caldirola | 154   |
| 3    | Ján Svorada      | Lampre         | 137   |
| 4    | Magnus Bäckstedt | Team Fakta     | 119   |
| 5    | Eddy Mazzoleni   | Vini Caldirola | 91    |

### Classifica scalatori - Maglia verde
| Pos. | Corridore           | Squadra        | Punti |
| ---- | ------------------- | -------------- | ----- |
| 1    | Freddy González     | Colombia       | 100   |
| 2    | Gilberto Simoni     | Saeco          | 78    |
| 3    | Constantino Zaballa | Kelme          | 65    |
| 4    | Stefano Garzelli    | Vini Caldirola | 36    |
| 5    | Dario Frigo         | Fassa Bortolo  | 29    |

### Classifica Intergiro - Maglia azzurra
| Pos. | Corridore           | Squadra                | Tempo     |
| ---- | ------------------- | ---------------------- | --------- |
| 1    | Magnus Bäckstedt    | Team Fakta             | 50h20'37" |
| 2    | Ján Svorada         | Lampre                 | a 2'02"   |
| 3    | Constantino Zaballa | Kelme                  | a 2'26"   |
| 4    | Fortunato Baliani   | Formaggi Pinzolo Fiavé | a 3'06"   |
| 5    | Aitor González      | Fassa Bortolo          | a 3'09"   |

### Classifica a squadre - Trofeo Fast Team
| Pos. | Squadra                  | Tempo      |
| ---- | ------------------------ | ---------- |
| 1    | Lampre                   | 269h37'37" |
| 2    | Saeco Macchine per Caffè | a 1'08"    |
| 3    | Alessio                  | a 5'46"    |
| 4    | Fassa Bortolo            | a 18'39"   |
| 5    | Vini Caldirola-So.Di.    | a 20'54"   |

### Classifica a squadre - Trofeo Super Team
| Pos. | Squadra                | Punti |
| ---- | ---------------------- | ----- |
| 1    | Fassa Bortolo          | 561   |
| 2    | Lampre                 | 394   |
| 3    | Alessio                | 354   |
| 4    | Domina Vacanze-Elitron | 343   |
| 5    | Vini Caldirola-So.Di.  | 315   |